# Hot Coffee (мод)
Hot Coffee (укр. гаряча кава) — мод до комп'ютерної гри GTA: San Andreas, що додає до неї раніше приховану сексуальну сцену.

## Історія

Скриншот зі скандальної сцени.

У середині червня 2005 року в Інтернеті з'явився файл, який згодом став причиною серйозних проблем для Rockstar Games — мод Hot Coffee (укр. гаряча кава). Таку назву мод отримав через скрипт за допомогою якого у грі відкривалася раніше прихована сексуальна сцена. У немодифікованій грі головний герой Сі-Джей проводжав свою подружку до дверей її будинку, після чого вона запитувала, чи не прагне він зайти на "чашечку кави". Якщо гравець погоджувався, камера показувала будинок зовні й трохи тремтіла, у той час як з будинку долинали стогони.
Після установки мода гравці могли зайти додому до дівчини головного героя й побачити статевий акт у вигляді міні-гри. Програмний код, який відповідав за приховану сцену, був знайдений і у версії гри для консолей. Жорстка реакція громадськості та деяких високопоставлених чиновників США, які послідували за виходом мода, спричинили тимчасове припинення продажів GTA: San Andreas, зміну рейтингу з «Mature (M)» («Від 17 років») на «Adults Only (AO)» («Тільки для дорослих»). У серпні 2005 року вийшов патч до версії гри 1.01 (цьому патчу Rockstar Games присвятили окремий сайт). А наступне перевидання гри вийшло вже без прихованого вмісту порнографії.